# Melje, melje mlinček (Anja Štefan)
V knigi Melje, melje mlinček je sedem pravljic za lahko noč. Knjiga je izšla leta 1999, ilustrirala pa jo je Marjanca Jemec Božič

## Jabolko

### Obnova
Ježek se je sprehajal po gozdu in se spraševal, kaj bo našel. Tako se je prizibal do stare jablane. Stare jablane imajo po navadi majhna in črviva jabolka, ta pa so bila okrogla in rdeča. Ježek si je na hrbet naložil največje in najlepše jabolko ter odšel proti domu.
Doma je ježek vrgel jabolko ob tla. Jabolko je razpadlo in pred njim je sedela preplašena miška, ki je bila žalostna, ker ji je ježek uničil dom. Ježku se je miška zasmilila, zato ji je ponudil, da ostane pri njem.
Nato se je odpravil po novo, manjše jabolko, jo razrezal na majhne koščke in z miško sta jo z užitkom skupaj pojedla.

## Čmrlj in piščalka
Nekega dne se je čmrlj potikal po travniku in našel piščalko. Bil je je zelo vesel, vendar ko je pihnil vanjo je piščalka samo malo zacvilila, zato se je odločil, da bo obiskal črička, ki je bil muzikant.
Letal je zelo hitro in v naglici je izgubil piščalko. Preiskal je ves travnik, vendar piščalke ni našel.
Do črička je prišel ves žalosten in potrt, nato pa se je ta domislil, da bi lahko čmrlj tolkel po svojem okroglem trebuhu, kar bi se slišalo kot boben, on pa bi ga spremljal na gosli. Res sta to storila in tako je na njuno glasbo plesal ves travnik.
Čmrljevo piščalko pa je našel komar. Nikogar ni vprašal, kako se igra nanjo, ampak jo je samo potiho skril pod krilce.

## Darilo
V majhni in ljubki hišici sredi gozda so živeli pes, mačica in drobna miška. Med sabo so se zelo dobro razumeli.
Nek večer je pritisnil hud mraz. Pes je odšel za hišici in pričel cepiti drva. Potem so jih vsi skupaj odnesli v hišo in zakurili ognjišče. Ob ognjišču so si postavili blazine, srebali čaj in se imeli lepo. Potem pa je mačica rekla, da bi bilo še lepše, če bi jim kdo prinesel kakšna majcena darila in pes jo je samo čudno pogledal in ji rekel, da so to same neumnosti. Nato so vsi zaspali.
Zjutraj so bili vsi presenečeni, ko so ob ognjišču zagledali tri zlate zvončke. Bili so zelo veseli in cel dan zvončkljali. Nato pa je pes naredil red in zdaj zvončkljajo samo še ob praznikih, ob navadnih dneh pa vsak pozvoni samo enkrat: pes za dobro jutro, mačica za dober dan in miška za lahko noč.

## Melje, melje mlinček
Nekega dne je petelinček brskal po kleti in našel mlinček, ki je bil kot nov. Nato je odšel po pšenico, jo mlel in si pel. Slišala ga je miška in ga vprašala, če bi tudi njej, rački, zajčku in goski zmlel pšenico. Petelinček se je strinjal z miškinim predlogom.
Naslednjega dne so na vrata petelinčkove hiše potrkali zajček, račka, goska in še nekaj mišk. Vsi so hoteli, da jim petelinček zmelje pšenico in bili so zelo veseli, ker so imeli tako prijaznega mlinarja.
Domenili so se, da mu bodo za plačilo dali dobrote, ki jih bodo spekli. In res je petelinček našel pred vrati kolač, rogljič ali pa kos potice.

## Zajtrk
Živela sta zajček in zajklja. Nekega dne sta se lačna prebudila in ugotovila, da nimata nič za jesti, zato sta se odpravila po nova jabolka.
Prišla sta do prve, bogato obložene jablane, vendar jabolk nista dosegla. Odskakljala sta naprej in prišla do druge, še lepše jablane, ki pa je bila še višja. Spet sta šla naprej in prispela do tretje jablane. Vsa jabolka so bila rdeča in dišeča, vendar spet previsoko.
Nato je zajčica na bližnjem polju opazila nekaj kar ima nazobčano listje in lepo diši. Povlekla je in izpulila korenček. Poklicala je zajčka in potem sta pulila in grizljala, dokler se nista do sitega najedla.
Tako sta ugotovila, da se tudi pri tleh najde dobre stvari in tako nista nikoli več skakala na jablano.

## Srajčica
Kokoška je pospravljala hišo in našla tri zlate gumbe. Odločila se je, da si jih prišije na svojo najbolj praznično srajčico, vendar je ugotovila, da je srajčica za take gumbe premalo lepa. Odšla je h krojaču in ko je prispela je ugotovila, da je med potjo izgubila gumbe. Vrnila se je po poti nazaj in iskala gumbe, vendar jih ni našla. Bila je zelo žalostna.
Vrnila se je h krojaču. Ta ji je pokazal novo srajčico. Kokoška je v hipu postala vesela, ko je videla, kako lepo srajčico ji je sešil krojač.
Potem je srajčico nosila kar vsak dan, vendar na gumbe še zmeraj ni prav pozabila.

## Robček
Miška je po poti našla izgubljen robček, zelo se ga je razveselila in si mislila, da ga bo uporabila kot pregrinjalce, ko bo spala.
Med potjo je miško opazila vrana. Ponudila se je, da ji pomaga nesti rjuho do doma, vendar miška sprva ni bila za to, vendar se je na koncu pustila vraninemu prigovarjanju in ji prepustila ruto. Vrana pa je bila prebrisana in z robčkom v kljunu pobegnila.
Odločila se je, da bo robček uporabila kot ruto, vendar ker je ni upala zavezati je za pomoč prosila veverico. A tudi ta je bila prebrisana in še preden se je vrana zavedla je veverica z ruto vred smuknila v svojo duplinico.
Veverica je hotela iz robčka sešiti obleke za svoje mladičke, vendar ker je zapihal veter je robček odneslo naravnost v mišjo luknjo in jo pokrilo, medtem ko je miška že trdno spala.